# Mont Siméon
Le mont Siméon (en arabe : جبل سمعان, djebel Simaan), appelé aussi mont Laïloun (en arabe : جبل ليلون), est une montagne du Nord de la Syrie qui a donné son nom au district du Mont Siméon, dépendant du gouvernorat d'Alep.

## Toponymie
Il porte le nom de Siméon le Stylite qui y vécut au Ve siècle dans un monastère. Les ruines d'une église byzantine portant son nom y sont encore visibles. Auparavant, la montagne se nommait le mont Nébo à cause du dieu mésopotamien Nabû. Le nom de Laïloun, plus précisément Çiyayê Lêlûn, est celui qui est utilisé en langue kurde.

## Géographie
Le mont Siméon fait partie du massif calcaire qui se trouve à l'ouest du plateau d'Alep. Il est situé à environ 20 kilomètres au nord-ouest d'Alep. Les montagnes s'étendent sur 50 kilomètres du nord au sud et sur une largeur de 20 à 40 kilomètres. Elles s'élèvent jusqu'à 500 et 600 mètres en moyenne. Le point le plus élevé est le Cheikh Barakāt (876 mètres) dans la partie sud du massif.
La vallée de la rivière Afrin  s'étend entre le mont Siméon et les montagnes Kurdes (djebel al-Akrad) à l'ouest. La vallée d'Azaz marque la limite septentrionale du massif, derrière lequel se trouvent la plaine d'Azaz et le mont Barṣa (ou Barṣāyā) sur le plateau d'Aïntab (qui continue vers l'Anatolie). La vallée de la rivière Qouweiq (l'ancienne Belos des Grecs, Βήλος), ou rivière d'Alep, longe le côté oriental de la montagne. Au sud, on trouve les plaines de Dāna et Atarib.
Les anciennes routes reliant Qinnasrîn (anciennement Chalcis de Belos) à Antioche traversent ces plaines jusqu'à la vallée d'Afrīn dans son bras dirigé vers l'ouest qui sépare le mont Siméon des montagnes de Ḥārim au sud.